# 陈家湾镇
陈家湾镇，原为陈家湾乡，是中华人民共和国山西省吕梁市柳林县下辖的一个乡镇级行政单位。2021年5月28日，撤乡设镇。

## 行政区划
陈家湾镇下辖以下地区：
陈家湾村、下寺头村、长焉村、贺家社村、李家社山村、石盘上村、赵家庄村、下罗侯村、吴村、东垣村、贺家岭村、中垣村、西垣村、龙门垣村、双卜咀村、强家垣村、王家庄村和闫家湾村。